# The Legend of Zelda: Link's Awakening
The Legend of Zelda: Link's Awakening (tdl. La leyenda de Zelda: El despertar de Link), conocido en Japón como Zelda no Densetsu: Yume o Miru Shima (ゼルダの伝説 夢をみる島 Zeruda no Densetsu Yume o Miru Shima?, tdl. «La leyenda de Zelda: La Isla de Ensueño»), es un videojuego de acción-aventura desarrollado y publicado por Nintendo para la videoconsola portátil Game Boy. Fue lanzado en junio de 1993 en Japón, el 1 de agosto de 1993 en Norteamérica y el 1 de diciembre de 1993 en Europa. Es la cuarta entrega oficial de la serie The Legend of Zelda y la primera para una videoconsola portátil.
Link's Awakening es uno de los pocos juegos de Zelda que no tiene lugar en la tierra ficticia de Hyrule, no aparece la Princesa Zelda (aunque se menciona una vez), no se muestra la reliquia llamada Trifuerza y que no se enfrenta al principal antagonista de la serie, Ganon. En vez de eso, Link, el personaje del jugador, es sorprendido por una fuerte tormenta mientras viajaba en barco en alta mar. Es arrastrado por la corriente hasta las playas de la Isla Koholint. Más adelante, al saber que la isla está custodiada por una misteriosa criatura dormida, llamada Pez del Viento, Link deberá luchar contra monstruos y resolver una serie de rompecabezas para encontrar ocho instrumentos musicales que la despertarán. Si no lo hace, Link quedará atrapado en la Isla Koholint para siempre.
Link's Awakening recibió críticas positivas y fue un éxito comercial en su lanzamiento a la venta. Los críticos valoraron el número de características del videojuego portátil y su profundidad, a pesar de la ausencia de gráficos en color. Una de las quejas era el control limitado de dos botones al usar objetos. En 1998 se lanzó una nueva versión para Game Boy Color llamada The Legend of Zelda: Link's Awakening DX. El título presentaba gráficos en color, compatibilidad con la Game Boy Printer y una mazmorra exclusiva basada en rompecabezas que se resolvían mediante la interacción con los colores. La versión DX (Deluxe, que significa «de lujo») recibió puntuaciones más altas que el original. Ambas versiones suman una cifra de ventas de más de seis millones de unidades en todo el mundo, y han aparecido en listas de numerosas publicaciones de videojuegos como uno de los mejores juegos de todos los tiempos. Una adaptación del juego fue anunciada para la consola de Nintendo Switch el 13 de febrero de 2019 y se lanzó el 20 de septiembre del mismo año.

## Argumento
Tras los sucesos de A Link to the Past, el héroe Link emprende un viaje para entrenarse frente a futuras amenazas. Durante una tormenta, el barco en el que viaja naufraga, arrastrando a Link hasta las playas de la Isla Koholint (コホリント島 Kohorinto-tō?). Allí despierta en la casa de un hombre llamado Tarin que vive con su hija Marin, quien lo encontró en la playa inconsciente y lo llevó a casa. Marin está fascinada con Link y el mundo exterior y le cuenta con nostalgia que le gustaría ser una gaviota para poder cruzar el océano algún día y cantar para el resto del mundo. Tras recuperar su espada en las playas de Koholint, un misterioso búho le explica a Link que para volver a casa debe despertar al guardián de Koholint, el Pez Viento (かぜのさかな Kaze no Sakana?), que duerme en un huevo gigante en lo alto de la Montaña Tamaranch, en la Cordillera Tal Tal. Sólo podrá ser despertado si se tocan los ocho instrumentos de las Sirenas ocultos en la isla. Por todo Koholint criaturas horribles intentarán impedir que Link despierte al Pez Viento dado que quieren gobernar el mundo imaginario creado por sus sueños.
Tras conseguir el sexto instrumento, Link descubre la horrible verdad sobre la isla. En unas ruinas, encuentra un relieve en una pared con una imagen del Pez Viento y unas palabras que le advierten de que si despierta al durmiente, la isla se desvancerá como una burbuja. Link debe enfrentarse al dilema de despertar o no al Pez Viento. El búho le tranquiliza y le dice que siga su instinto, ya que solo el Pez Viento lo sabe con certeza. Link deberá continuar su aventura si quiere saber si es en verdad un sueño, lo que no sabrá hasta que despierte.
Una vez reunidos los instrumentos, Link escala a lo alto de la Montaña Tamaranch, se sitúa enfrente del huevo gigante donde duerme el Pez Viento y toca la Balada del Pez Viento con su ocarina y los ocho instrumentos. El huevo se abre y Link entra para enfrentarse a la Pesadilla, el cerebro causante de todo el caos en Koholint, la cual tiene el poder de adoptar distintas formas. Tras vencerla, el búho visita a Link por última vez. Le explica que es parte del espíritu del Pez Viento y guardián de su mundo de ensueño. Todo estaba tranquilo en el sueño hasta que las pesadillas empezaron a invadirlo. Ahora que Link ha vencido la última de las Pesadillas ya puede despertar al Pez Viento. El búho se despide dado que su misión en el sueño ha finalizado y desaparece.
De repente, aparece el Pez Viento. Le cuenta que en sus sueños había aparecido un mundo entero, pero no podía despertar debido a las pesadillas. Como es normal en los sueños que lleguen a su fin, cuando despierte, Koholint desaparecerá. Le ordena que toque de nuevo con los instrumentos la «Balada del Pez Viento» o la «Canción del Despertar». Link obedece y lentamente la isla entera y sus habitantes se desvanecen. Tras esto, Link se encuentra rodeado de maderas flotando a la deriva en mitad del océano, con el Pez Viento volando por encima de él. Si el jugador no pierde ninguna vida durante el juego, aparece Marin volando en forma de gaviota al acabar los créditos del juego. Por lo que finalmente, su deseo se hace realidad tal y como se lo dijo a Link al inicio del juego.

### Escenario y personajes
A diferencia del resto de juegos de la serie Zelda (y como en todos los Zelda hasta el lanzamiento de Link's Awakening), el juego no transcurre en Hyrule y no contiene ninguno de los personajes (aparte de Link) o localizaciones de juegos anteriores, salvo una mención pasajera de la Princesa Zelda en la secuencia introductoria al inicio del juego. En su lugar, Link's Awakening transcurre completamente en la Isla Koholint, una porción de tierra aislada del resto del mundo. La isla, a pesar de ser pequeña, contiene un gran número de secretos ocultos y caminos interconectados. La historia del título fue diseñada por Yoichi Kotabe y fue descrito por el desarrollador de la serie Eiji Aonuma como el primer juego Zelda en tener su propia historia. Le atribuye esto al hecho de que Kotabe fuera un romántico. Tezuka intentó que el mundo y los personajes tuvieran una apariencia similar a la serie de televisión americana  Twin Peaks, que iba sobre un pequeño número de personajes en una ciudad pequeña, tal y como ocurre en Link's Awakening. Tezuka sugirió que los personajes del juego fueran creados para ser «tipos sospechosos», un tema que continuaría en otros títulos de la serie. Aonuma afirma que sin Link's Awakening entre A Link to the Past y su sucesor Ocarina of Time, este último habría sido muy diferente.
Link's Awakening presenta personajes no jugadores que ayudan al jugador a adivinar a donde debe ir a continuación, tales como Ulrira, un viejo tímido que se comunica con Link exclusivamente por teléfono. Otros personajes que Link conoce a lo largo de su búsqueda son cameos de otros títulos Nintendo, tales como el erudito Mr. Write, Yoshi, Kirby y el príncipe exiliado Richard, quienes aparecieron por primera vez en las versión para Super Nintendo del juego SimCity, Super Mario World para SNES y los juegos para Game Boy Kirby's Dream Land y Kaeru no Tame ni Kane wa Naru, respectivamente. Un enemigo de la  serie Mario llamado Chomp fue incluido gracias a que un programador de SRD pudo añadir la habilidad de Link de coger a Chomp y llevarlo a pasear. Según Tezuka, la inclusión de personajes de otras series es el resultado de que el juego se desarrollara de forma libre y bromeaba diciendo que esto hace que Link's Awakening parezca una parodia de la serie The Legend of Zelda. La isla también está habitada por personajes que continuamente rompen la cuarta pared; por ejemplo, los niños informan al jugador acerca del funcionamiento del juego, como al guardar la partida, aunque alegan que no tienen ni idea de lo que significa.

## Modo de juego

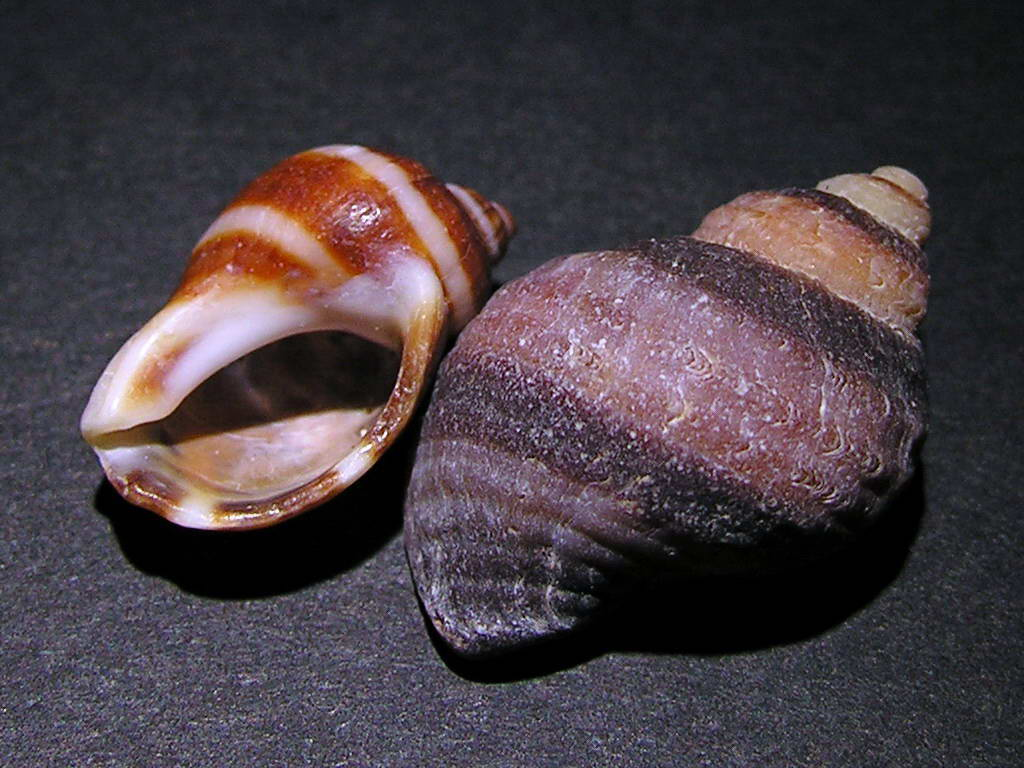
Un objetivo secundario es la búsqueda de «conchas secretas» que se encuentran ocultas por todo el mapa y en las mazmorras.

Como la mayoría de juegos de la serie The Legend of Zelda, Link's Awakening es un juego de acción-aventura. La mayor parte de la exploración y combate tiene lugar desde una perspectiva aérea. El jugador explora el mapa de la Isla Koholint, luchando contra monstruos y explorando mazmorras. Las mazmorras varían en tamaño y dificultad y al final cuentan con un jefe llamado Pesadilla que el jugador debe derrotar. Si tiene éxito, el jugador adquirirá otro contenedor de corazón, que incrementa la cantidad de daño que puede recibir; si pierde todos los contenedores de corazón el juego se reinicia desde la última puerta que cruzó antes de morir.
Link's Awakening es el primer Zelda con perspectiva arriba-abajo que permite a Link saltar (con la ayuda de un objeto). Además, contiene rompecabezas en scroll lateral, similares a los encontrados en el juego anterior Zelda II: The Adventure of Link. El jugador puede adquirir y expandir sus habilidades con objetos, que descubrirá en mazmorras e interactuando con otros personajes. Estos objetos permiten acceder a áreas que antes eran imposibles de alcanzar y algunos son cruciales para acceder o completar las mazmorras.
Junto a la búsqueda principal para despertar al Pez Viento, Link's Awakening también cuenta con numerosas búsquedas secundarias y pasatiempos. Por ejemplo, se pueden coleccionar «conchas secretas» que se encuentran ocultas por todo el mapa y en las mazmorras. Cuando se lleva la mayoría de las conchas a un santuario, se recibe una espada más potente que lanza rayos. Link's Awakening es el primer Zelda que incluye como objetivo secundario una cadena de intercambio de objetos. Este minijuego consiste en darle cierto objeto a un personaje, quien en respuesta te obsequia otro objeto para cambiarlo de nuevo con alguien. También permite a los jugadores que roben objetos de las tiendas, aunque Link pasará a llamarse «THIEF» (ladrón) durante el resto del juego. Además, es también el primer juego de la serie en el cual los botones A y B pueden asignarse a distintos objetos, permitiendo combinaciones de objetos más variados y resolver rompecabezas más complejos. Otras novedades que incluye este juego son la posibilidad de pescar, bucear, volar con un gallo y aprender canciones especiales con la ocarina (que juega un papel muy importante en el siguiente juego, Ocarina of Time).

## Desarrollo
| Director                   | Takashi Tezuka                             |
| Diseño de mazmorras        | Yasuhisa Yamamura                          |
| Programadores              | Kazuaki Morita Takamitsu Kuzuhara          |
| Diseño de los personajes   | Masanao Arimoto Shigefumi Hino             |
| Compositores               | Kazumi Totaka Minako Hamano Kozue Ishikawa |
| Ilustrador                 | Kouichi Kotabe                             |
| Guionistas                 | Kensuke Tanabe Yoshiaki Koizumi            |
| Traducción al inglés       | Dan Owsen                                  |
| Productor                  | Shigeru Miyamoto                           |
| Productores ejecutivos     | Hiroshi Yamauchi Shigeru Miyamoto          |
| Agradecimientos especiales | Kōji Kondō                                 |
| Referencias                | [ 38 ] [ 39 ]                              |

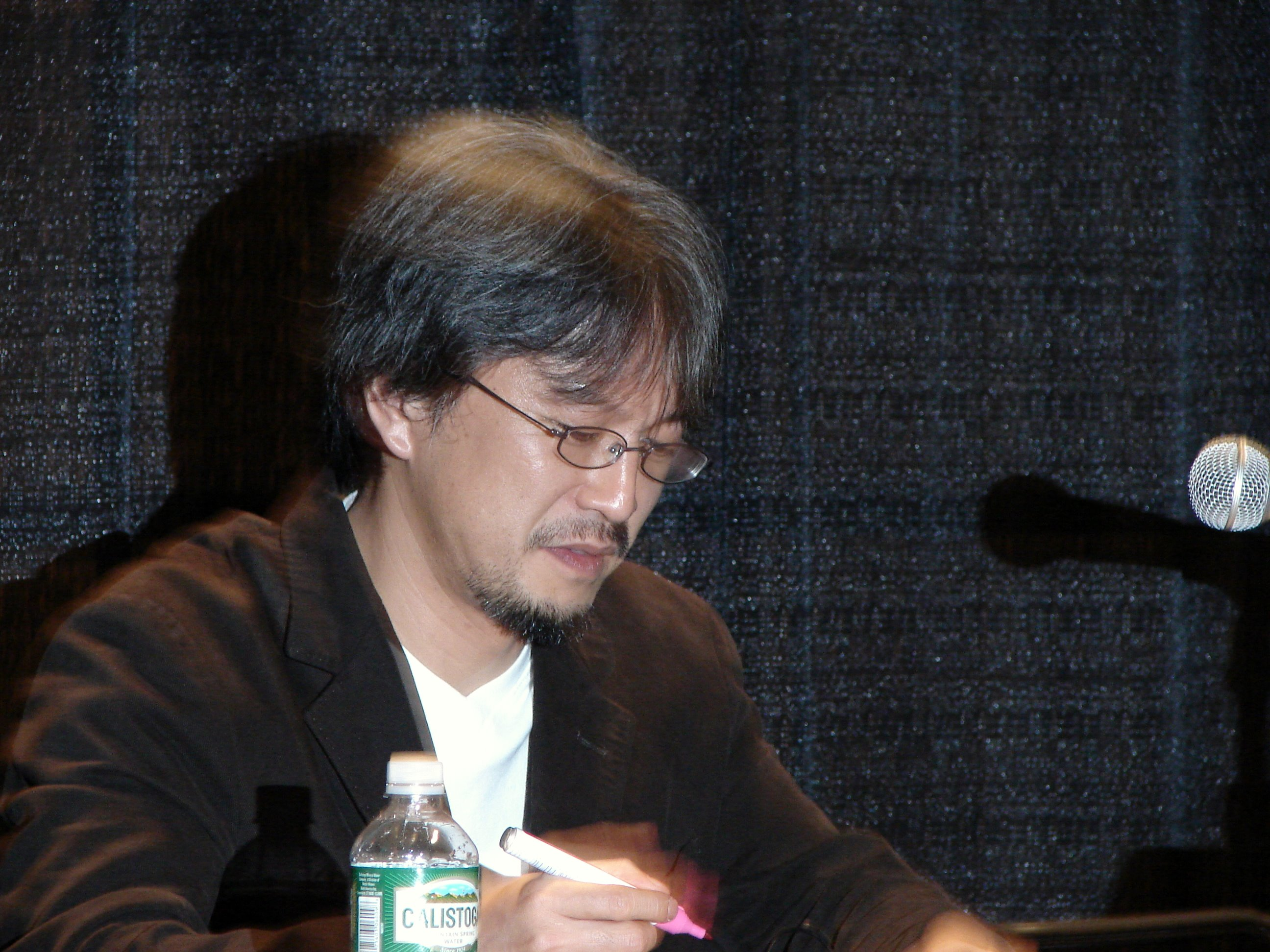
El director de The Legend of Zelda Eiji Aonuma hablando en la Game Developers Conference de 2007.

La dirección de Link's Awakening corrió a cargo de Takashi Tezuka del equipo SRD de Nintendo. No empezó como un proyecto oficial sino como un experimento para ver qué podía desarrollarse a contrarreloj bajo presión. Tezuka pidió permiso para desarrollar un título para consola portátil de la serie The Legend of Zelda tras el lanzamiento de The Legend of Zelda: A Link to the Past. En un principio se tenía la intención de adaptar A Link to the Past para una consola portátil. A pesar de que Tezuka no recuerda del todo porqué los desarrolladores trabajaron en el juego como un proyecto secundario, sugiere que podría haber sido porque tenían un montón de ideas para implementar en la serie, sobre todo él dado que se unió al desarrollo de A Link to the Past a mitad del proceso. Link's Awakening comparte el motor de juego y diseño con un título de Game Boy anterior, Kaeru no Tame ni Kane wa Naru. Link's Awakening introdujo varios elementos novedosos para la serie. Una de los desarrolladores, Kazuaki Morita, creó un motor de pesca por primera vez en un juego de la serie, apareciendo en títulos posteriores. Otro desarrollador, Kensuke Tanabe, introdujo una secuencia de intercambios, descrita por Tezuka como una secuencia del «millonario de la caña», un cuento popular japonés en el que un pobre a partir de una pieza de caña, a través de varios intercambios, adquiere algo de mayor valor cada vez y finalmente se convierte en millonario. Esto aparecería en la mayoría de secuelas. En una entrevista, Tezuka puso énfasis en que su intención fue la de «crear juegos que cualquiera —la mayor cantidad posible— pudiera disfrutar».
La música de fondo fue compuesta por Yuichi Ozaki, Kazumi Totaka, Minako Hamano y Kozue Ishikawa. Como en la mayoría de Zeldas, incluye el reconocible tema del mapa principal (Overworld theme), típico de la franquicia. El tema «Tal Tal Heights»  de este juego fue remezclado para Super Smash Bros. Brawl. Eiji Aonuma, director de todos los juegos en 3D de la serie Zelda, aseguró que Link's Awakening era «el Zelda isométrico por excelencia» durante una entrevista sobre la evolución de la serie Zelda.
Para promover el juego para el lanzamiento en Norteamérica, Nintendo patrocinó un concurso en un tren que cruzaba todo el país, llamado el Zelda Whistle Stop Tour. El evento, que tuvo una duración de tres días, seleccionó jugadores para que lo probaran y compitieran para ver quién lo terminaba primero. El evento constituyó una nueva forma de promocionar el nuevo Zelda, pero Nintendo además quería demostrar que su Game Boy contaba con una gran duración de las pilas y portabilidad, al crear un juego para Zelda portátil. La revista propiedad de la compañía Nintendo Power publicó una guía completa del juego en su edición de julio de 1993.

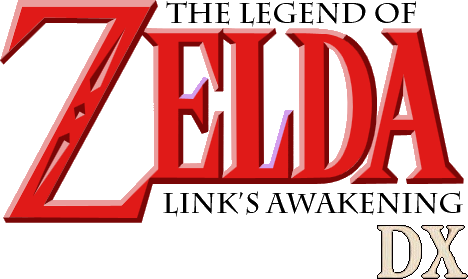
Logo de Link's Awakening DX

En 1998, para promover el lanzamiento de la consola portátil Game Boy Color, Nintendo relanzó Link's Awakening como The Legend of Zelda: Link's Awakening DX. Tezuka volvió al proyecto como supervisor, junto con Yoshinori Tutiyama como director. Como Super Mario Bros. Deluxe y otros juegos deluxe (de lujo), la más notable mejora fue que estaba a todo color. El juego contiene una mazmorra completamente nueva, con enemigos y puzles basados en el color. La versión DX también permite sacar fotos. Tras haber visitado la tienda de fotos, el fotógrafo aparecerá en distintas localizaciones de la isla. Se pueden tomar un total de doce fotos y pueden verse en la tienda o imprimirse con el accesorio llamado Game Boy Printer. Durante la conferencia de Nintendo, realizada en 2011 en el correspondiente E3, Miyamoto mencionó que la versión DX sería relanzada en formato de descarga para la consola Nintendo 3DS; el 7 de junio del mismo año, el título salió para su descarga virtual desde la tienda digital Nintendo eShop.
En el Nintendo Direct del 8 de febrero de 2023, se anunció la llegada de varios juegos de Game Boy para el servicio de Nintendo Switch Online, donde Link's Awakening DX de Game Boy Color fue uno de los juegos de lanzamiento.

### Adaptación
El 13 de febrero de 2019 se anunció la adaptación para Nintendo Switch en un Nintendo Direct, que cuenta con gráficos completamente rediseñados. Se lanzó el 20 de septiembre de 2019.

## Recepción
Link's Awakening fue bien recibido por los críticos, con un media de 89.8% en la compilación de varias críticas de la web Game Rankings. En una retrospectiva, Electronic Gaming Monthly declaró que Link's Awakening era el «mejor juego para Game Boy de todos los tiempos, una aventura tan fascinante y épica que incluso podemos perdonarle que sea una de esas farsas del tipo '¡Es todo un sueño!'». The Washington Post declaró que Nintendo había creado «una leyenda que cabe en la palma de la mano», destacando la portabilidad y profundidad de juego. El periódico japonés Mainichi Shimbun alabó la banda sonora y la historia del juego. El título fue vendido como una excelente aventura portátil para aquellos con poco tiempo para juegos de rol más sofisticados.
Link's Awakening obtuvo varios premios, como el de Gráficos y Sonido, Aventura, Tema y Diversión, Control y Jugabilidad y Mejor Juego de todas las categorías para Game Boy en los premios de 1993 de la revista Nintendo Power sobre la base de la opinión de los lectores. El título estuvo en muchas listas de mejores juegos, por ejemplo en la Nintendo Power, el 56.º mejor juego de Nintendo, el 40.º mejor juego de todos los tiempos para según los lectores de IGN, y el 78.º mejor juego para la plantilla de IGN. IGN distinguió Link's Awakening, diciendo que «a pesar de que los spin-offs para consolas portátiles son generalmente considerados peores en las franquicias de juegos, Link's Awakening demuestra que puede ofrecer un experiencia de juego enriquecedora».
Las quejas que recibió el juego iban dirigidas a sus gráficos, considerados por William Burrill como «gráficos de Dim Boy [que son] algo sobre lo que no merece la pena escribir en casa». Los gráficos monocromáticos en ocasiones dificultaban a los críticos ver lo que estaba pasando, llevando a los revisores a pedir que el juego tuviera algo de color. El sistema de dos botones fue considerado de uso incómodo, teniendo que cambiar de objetos en casi cada pantalla. The Legend of Zelda: Link's Awakening fue galardonado como el Mejor Juego de Game Boy de 1993 por la revista Electronic Gaming Monthly.
Link's Awakening DX recibió ligeramente mejores críticas que su predecesor; Game Rankings evalúa la versión DX de Link's Awakening con una puntuación media de 91.2%, basándose en la opinión de diez distribuidores. IGN le dio al título una puntuación perfecta, notando que «a través de la versión mejorada en color de Zelda DX, puede inferirse que Nintendo ha reelaborado su magia para adaptarse a los nuevos estándares», sin eliminar nada del juego original y añadiendo nuevas aventuras. Cameron Davis de Gamespot aplaudió el soporte a la cámara y la atención al detalle en el colorido y estilo, mientras que revisores del Courier Mail reconocían las características de la cámara como algo que añadía profundidad al juego, ya que permitía a los jugadores mostrar sus trofeos. Samantha Amjadali de The Daily Telegraph dijo que la adición del color hizo el juego más fácil y reducía el número de veces que el jugador moría dado que ya podía ver lo que pasaba con claridad. A pesar de las mejoras, publicaciones como AllRPG.com recalcaron que había cosas del juego que no habían sufrido cambios, como la incomodidad de jugar con dos botones. RPGFan cree que el paso a color, a pesar de ser adecuado, podría haber estado aún más detallado. Total Games notó que el contenido adicional apenas añadía algo nuevo, aunque seguían considerando el juego adictivo, dándole una puntuación de 95%.
Respecto a la recepción en los países de habla hispana, las críticas son también favorables. En su contra se esgrima que falta una traducción al español (tampoco en la versión DX fue traducido), dado que los no anglófonos se pierden gran parte del argumento. El título recibió un 98 sobre 100 por parte de Hobby Consolas, mientras que Nintendo Acción le otorgó un 93 sobre 100, sugiriendo que la inclusión de la nueva mazmorra en color no era suficiente.
Link's Awakening y su relanzamiento tuvieron éxito comercial; el juego permaneció en la lista de más vendidos durante más de noventa meses tras su lanzamiento, y consiguió vender 3,83 millones de unidades hasta 2004. La versión DX vendió otros 2,22 millones de unidades.